# Dardanelle
Dardanelle är en av två administrativa huvudorter i Yell County i den amerikanska delstaten Arkansas. Den andra huvudorten i countyt är Danville.
Charles Portis roman Mod i barm utspelar sig på en farm i närheten av Dardanelle.

## Kända personer från Dardanelle
- Tom Cotton, politiker